# Bantarjaya (Pebayuran)
Bantarjaya is een bestuurslaag in het regentschap Bekasi van de provincie West-Java, Indonesië. Bantarjaya telt 14.221 inwoners (volkstelling 2010).